# Dansk Statistisk Forening
Dansk Statistik Forening har til formål at virke som samlingssted for personer, der er interesseret i statistiske spørgsmål.
Foreningen, der hører hjemme i Danmarks Statistik, har ca. 260 medlemmer. Medlemskredsen består af personer, der i deres arbejde har eller har haft anvendelse for statistik – ud fra en teoretisk såvel som en praktisk indfaldsvinkel. Typiske arbejdspladser er Danmarks Statistik, organisationer, større kommuner og universiteter.
Foreningen afholder som regel fire medlemsmøder om året. Her indleder en eller flere personer mødet med et emne af statistisk interesse, hvorefter der er åben diskussion af emnet. Efter mødet serveres et lettere traktement.
Hvert tredje år samles alle de nordiske statistiske foreninger i 2-3 dage til et større fællesnordisk program. Møderne afholdes på skift i de forskellige lande. I 2007 var der være Nordisk statistisk møde i Island. Næstre møde vil blive i København 11.- 14. august 2010.
Foreningen er stiftet 23. november 1922